# Excalibosaurus
Excalibosaurus (nombre que significa "lagarto de Excalibur") es un género monotípico de los reptiles marinos similares a peces, los ictiosaurios que vivió durante el periodo Sinemuriano (hace aproximadamente 196.5 ± 2 millones de años a 189.6 ± 1.5 millones de años) del Jurásico Temprano, en lo que hoy es Inglaterra. Se caracterizaba por la elongación extrema de su hocico, con la mandíbula inferior siendo de unos tres cuartos de la longitud de la mandíbula superior, dándole al animal un aspecto similar al de un pez espada. La única especie conocida es Excalibosaurus costini.

## Descripción

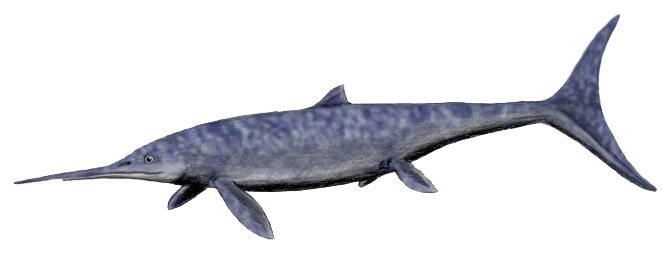
Excalibosaurus costini.

Este animal relativamente raro es conocido de dos esqueletos. El holotipo, descubierto en 1984 cerca de una playa de la costa de Somerset, consiste en el cráneo, una aleta anterior, parte de la faja pectoral y algunas vértebras y costillas. Fue descrito originalmente por McGowan en 1986. Este fósil es alojado en el Bristol City Museum and Art Gallery. El segundo espécimen es un esqueleto casi completo obtenido de la misma área en 1996, y fue adquirido por el Royal Ontario Museum. Este fue descrito de nuevo por McGowan en 2003.

Dos ejemplares de Excalibosaurus con un humano a escala.

Excalibosaurus está relacionado de cerca con otros dos géneros de ictiosaurios, Leptonectes del Triásico Tardío (Rhaetiense) al Sinemuriano (Jurásico Temprano) de Inglaterra y Eurhinosaurus del Toarciano (Jurásico Temprano) de Alemania. Estos tres géneros fueron agrupados en la familia Leptonectidae y el suborden Eurhinosauria. Antes se había considerado que Excalibosaurus era un sinónimo más moderno de Eurhinosaurus, pero la descripción del espécimen de 1996 mostró muchas diferencias anatómicas como el perfil de la aleta delantera (más corta y ancha en Excalibosaurus) y la forma más delgada del cuerpo, que claramente diferencian a los dos géneros. La longitud corporal estimada del ejemplar de 1996 es de 7 metros con un cráneo de 1.54 metros de largo. El espécimen del holotipo era mucho menor, con una longitud craneal de 0.785 m y una longitud corporal de cerca de 4 m, indicando que era un ejemplar juvenil.